# Liste der Biografien/Parm
Liste der Biografien |
Portal Biografien |
Personensuche
# |
A |
B |
C |
D |
E |
F |
G |
H |
I |
J |
K |
L |
M |
N |
O |
P |
Q |
R |
S |
T |
U |
V |
W |
X |
Y |
Z |
?
 
Pa |
Pc |
Pe |
Pf |
Ph |
Pi |
Pj |
Pk |
Pl |
Pm |
Pn |
Po |
Pr |
Ps |
Pt |
Pu |
Pv |
Pw |
Py
 
Paa |
Pab |
Pac |
Pad |
Pae |
Paf |
Pag |
Pah |
Pai |
Paj |
Pak |
Pal |
Pam |
Pan |
Pao |
Pap |
Paq |
Par |
Pas |
Pat |
Pau |
Pav |
Paw |
Pax |
Pay |
Paz
 
Para |
Parb |
Parc |
Pard |
Pare |
Parf |
Parg |
Parh |
Pari |
Park |
Parl |
Parm |
Parn |
Paro |
Parp |
Parq |
Parr |
Pars |
Part |
Paru |
Parv |
Parw |
Pary |
Parz
Die Liste der Biografien führt alle Personen auf, die in der deutschsprachigen Wikipedia einen Artikel haben. Dieses ist eine Teilliste mit 54 Einträgen von Personen, deren Namen mit den Buchstaben „Parm“ beginnt.

## Parm

### Parma
- Parma, Biagio Pelacani da († 1416), italienischer Mathematiker, Naturforscher und Philosoph
- Parma, Bruno (* 1941), jugoslawischer Schachspieler
- Parma, Georg (* 1997), österreichischer Kletterer
- Parma, Jiří (* 1963), tschechischer Skispringer
- Parma, Viktor (1858–1924), slowenischer Komponist
- Parmak, Abdulkadir (* 1994), türkischer Fußballspieler
- Parmak, Mustafa (* 1982), deutsch-türkischer Fußballspieler
- Pärmäkoski, Krista (* 1990), finnische Skilangläuferin
- Pärmäkoski, Tommi (* 1983), finnischer Physiotherapeut und Eishockeyspieler
- Parmakov, Vassil (1961–2016), bulgarischer Jazzpianist (auch Keyboards, Gesang, Arrangement, Komposition)
- Parmar, Inderjeet (* 1960), Politikwissenschaftler
- Parmar, Parul Dalsukhbhai (* 1973), indische Parabadmintonspielerin
- Parmar, Sarena (* 1986), kanadische Schauspielerin

### Parme
- Parme, Fabrice (* 1966), französischer Comiczeichner und Animator
- Parmeggiani, Aldo (* 1939), italienischer Radio- und Fernsehjournalist
- Parmeggiani, Frida (* 1946), italienische Kostümbildnerin
- Parmeggiani, Mauro (* 1961), italienischer Geistlicher, römisch-katholischer Bischof von Tivoli und Palestrina
- Parmeggiani, Tancredi (1927–1964), italienischer Maler
- Parmegiani, Bernard (1927–2013), französischer Komponist
- Parmegiani, Rosario (1937–2019), italienischer Wasserballspieler
- Parmele, Jalen (* 1985), US-amerikanischer American-Football-Spieler
- Parmelin, Guy (* 1959), Schweizer PolitikerGuy Parmelin (* 1959)

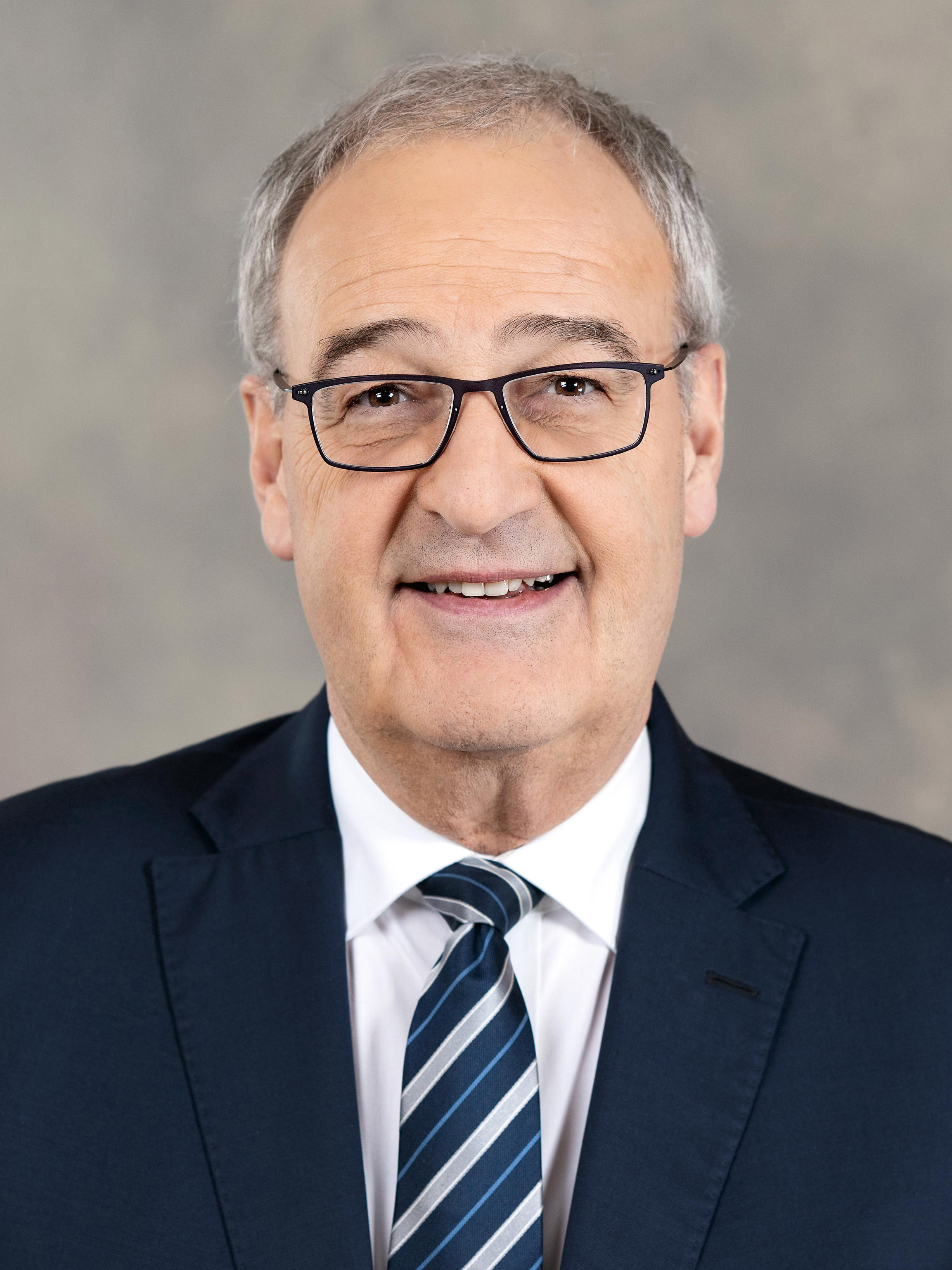
Guy Parmelin (* 1959)

- Parmelin, Hélène (1915–1998), französische Journalistin und Schriftstellerin
- Parmelly, Vance (* 1956), US-amerikanischer Rollstuhltennisspieler
- Parmenas, Person im Neuen Testament
- Parmenides, vorsokratischer Philosoph
- Parmenion († 330 v. Chr.), makedonischer Feldherr
- Parmeniskos, griechischer Philologe
- Parmenius, Stephan († 1583), ungarischer Humanist, möglicherweise der erste Ungar, der Nordamerika besuchte
- Parmenon, griechischer Dichter
- Parmenter, Melissa (* 1977), britische Filmproduzentin und Filmkomponistin
- Parmenter, William (1789–1866), US-amerikanischer Politiker
- Parmentier, André (1876–1939), französischer Sportschütze
- Parmentier, Antoine (1737–1813), französischer Pharmazeut und Agronom
- Parmentier, Armand (* 1954), belgischer Marathonläufer
- Parmentier, Élisabeth (* 1961), französische lutherische Theologin
- Parmentier, Jean (1494–1529), französischer Dichter und Seefahrer
- Parmentier, Julie-Marie (* 1981), französische Schauspielerin
- Parmentier, Koene Dirk (1904–1948), niederländischer Luftfahrtpionier
- Parmentier, Louis Joseph Ghislain (1782–1847), belgischer Rosenzüchter
- Parmentier, Maria von (1846–1879), österreichische Malerin und Grafikerin
- Parmentier, Martien (1947–2021), niederländischer Theologe
- Parmentier, Pauline (* 1986), französische Tennisspielerin
- Parmentier, Philippe (1784–1867), belgischer Bildhauer
- Parmentier, Pierre (* 1907), französischer Fußballspieler
- Parmesan, Camille (* 1961), US-amerikanische Ökologin
- Parmet, Adalbert (1830–1898), deutscher katholischer Geistlicher und Klassischer Philologe
- Parmet, Laurel, US-amerikanische Filmproduzentin, Drehbuchautorin und Filmregisseurin
- Parmet, Phil (* 1942), US-amerikanischer Kameramann
- Parmet, Simon (1897–1969), finnischer Dirigent und Komponist

### Parmi
- Parmigianino (1503–1540), italienischer Maler des ManierismusParmigianino (1503–1540)

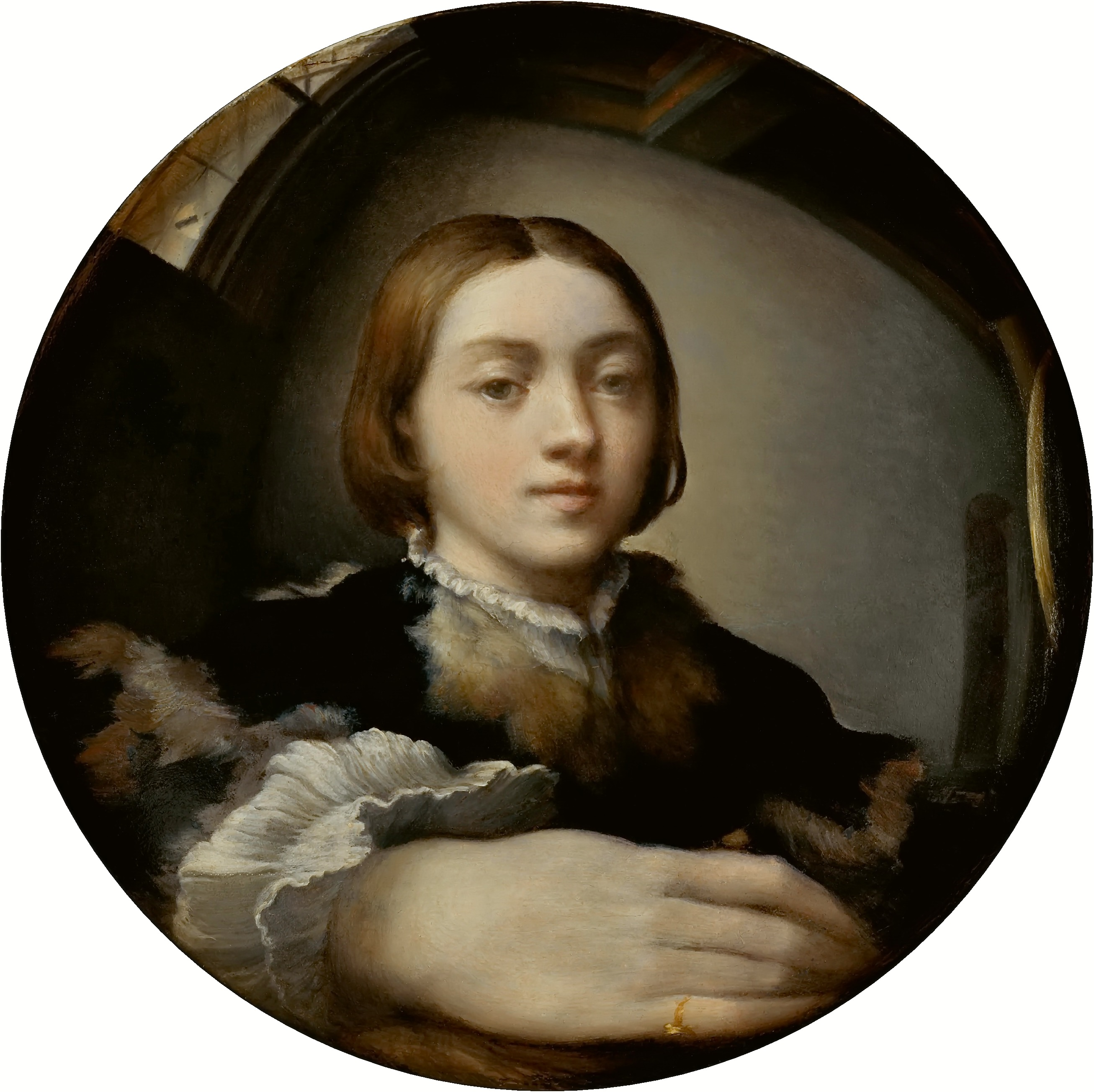
Parmigianino (1503–1540)

- Parminter, Kathryn, Baroness Parminter (* 1964), britische Politikerin
- Parmitano, Luca (* 1976), italienischer Testpilot und Astronaut

### Parmo
- Parmon, Walentin Nikolajewitsch (* 1948), russischer Chemiker und Hochschullehrer